# 나가노 나리마사
나가노 나리마사(長野業正, 1491–1561년)는 센고쿠 시대의 일본의 사무라이이다. 군마현의 현주이다. 미노와성을 1526년에 건조하고 성 방어 기술이 탁월했던 것으로 유명하다.
1521년 시나노의 다이묘 무라카미 요시키요에게 패배한 사나다 유키타카에게 안식처를 제공하였다. 호조 우지야스에 의해 벌어진 야마나카성 공격 중에 활약을 했다.